# 林志浩
林志浩（1928年—1995年），原名林明虹，男，广东普宁人，中国现代文学研究家，曾任中国人民大学教授。